# NME
NME, acronimo di New Musical Express, è una rivista musicale settimanale britannica.
Fondata nel 1949, è specializzata in musica rock e sottogeneri, soprattutto indie, ma anche in film e videogiochi. Fu il primo periodico britannico a includere una classifica musicale, che comparve per la prima volta il 14 novembre 1952.
Negli anni '80 divenne la rivista musicale più importante del Regno Unito, dopo la pubblicazione dell'importante album C81 in collaborazione con Rough Trade Records. Il disco conteneva musica di band emergenti quali Aztec Camera, Orange Juice, Linx e Scritti Politti, oltre ad artisti già affermati come Robert Wyatt, Pere Ubu, Buzzcocks e Ian Dury. Nel 1986 uscì C86, una seconda compilation simile. Dal 1981 al 1988 la rivista pubblicò 36 raccolte nel formato audiocassetta. Nel 1996 la rivista fu affiancata dal sito web nme.com, mentre nel marzo 2018 cessò la pubblicazione fisica, rimanendo attiva come testata online.

## Caratteristiche
Dà ampio spazio a nuove band (Radar), segnala gli eventi musicali principali della settimana nel Regno Unito, e contiene una serie di rubriche.
Organizza settimanalmente eventi con la partecipazione di artisti emergenti nella scena musicale inglese presso il teatro Koko di Londra attraverso collaborazioni con l'etichetta discografica Killing Moon.
Nelle ultime pagine la rivista contiene un elenco di concerti che si terranno in Inghilterra, suddivisi per artista.

## NME Awards
Dal 1953, subito dopo la fondazione della rivista, furono istituiti gli NME Awards, evento annuale che premia diversi artisti nelle varie categorie (Best New Band, Best Video, Best International Band e molte altre).
Contrariamente ai Brit Awards, i NME Awards danno più risalto ai gruppi ed artisti indie.
Dal 2014, la cerimonia è sponsorizzata dalla cittadina americana di Austin, Texas.

## Tour
Il NME sponsorizza dal 1995 un tour annuale in Inghilterra al quale partecipano diversi gruppi esordienti. Il tour si svolge prima dell'assegnazione dei NME Awards.

### Lista gruppi del NME Tour
- 1995: Veruca Salt, Marion, Skunk Anansie, 60Ft Dolls
- 1996: The Bluetones, The Cardigans, Heavy Stereo, Fluffy
- 1997: Geneva, Symposium, Tiger, Three Colours Red
- 1998: Stereophonics, Asian Dub Foundation, The Warm Jets, Theaudience
- 1999: UNKLE, Idlewild, Delakota, Llama Farmers
- 2000: Shack, Les Rythmes Digitales, Campag Velocet, Coldplay
- 2001: Amen, JJ72, Alfie, Starsailor
- 2002: Andrew W.K., Lostprophets, Black Rebel Motorcycle Club, The Coral
- 2003: The Datsuns, Polyphonic Spree, Interpol, The Thrills
- 2004: Funeral for a Friend, The Rapture, The Von Bondies, Franz Ferdinand
- 2005: The Killers, The Futureheads, Bloc Party, The Kaiser Chiefs
- 2006: Maxïmo Park, Arctic Monkeys, We Are Scientists, Mystery Jets

Dal 2005 è partito anche il NME New Music Tour:
- 2005: Maxïmo Park, Nine Black Alps, Boy Kill Boy, The Checks, The Cribs, Battle, The Rakes, Towers of London, The Vega Method
- 2006: Boy Kill Boy, The Automatic, ¡Forward, Russia!, The Long Blondes, Howling Bells

Dal 2006 invece è partito il NME New Rave Tour:
- 2006: Klaxons, Shitdisco, Datarock, Simian Mobile Disco

Sempre nel 2006 l'accordo tra la compagnia di telecomunicazioni O2 plc ed il NME ha portato all'istituzione del Rock 'n' Roll Riot Tour:
- 2006: The Fratellis, The Maccabees, The Horrors, The Dykeenies